# Darko Živanović
Darko Živanović, serb. Дарко Живановић (ur. 25 lutego 1987 w Kragujevac) – serbski lekkoatleta specjalizujący się w biegach średnio- i długodystansowych. Uczestnik igrzysk w Londynie. 

## Kariera
Zanim zaczął trenować lekkoatletykę w 2006 roku ćwiczył zapasy i piłkę nożną. Brał udział w maratonie w Rotterdamie. Reprezentował Serbię na Letnich Igrzyskach Olimpijskich 2012 w biegu maratońskim, ale nie ukończył wyścigu. 

### Rekordy życiowe[1]
| Dyscyplina                         | Rezultat | Data             | Mesto                    |
| ---------------------------------- | -------- | ---------------- | ------------------------ |
| Bieg na 3000 metrów z przeszkodami | 8:54,85  | 13 maja 2010     | Sremska Mitrovica Serbia |
| Maraton                            | 2:17:10  | 15 kwietnia 2012 | Rotterdam, Holandia      |

## Źródła
- https://www.worldathletics.org/athletes/serbia/darko-zivanovic-271326
- https://www.olympic.org/darko-zivanovic
- http://web.archive.org/web/20130130093817/http://ritamgrada.rs/kragujevac/tag/darko-zivanovic/
- http://www.all-athletics.com/node/338310
- http://www.politika.rs/scc/clanak/216290/Darko-Zivanovic-Bilo-je-biti-il-ne-biti